# Meritxell Neddermann
Meritxell Neddermann i Vinaixa, coneguda simplement com a Meritxell Neddermann   (Barcelona i Vilassar de Mar, 14 de gener de 1990), és una pianista i cantant catalana, que s'ha desenvolupat professionalment com a intèrpret als Estats Units. És germana de la també cantautora Judit Neddermann.

## Biografia
Provinent d'una família de músics, va començar els seus estudis musicals i de piano a l'Aula de Música de Vilassar de Mar, d'on passà als 13 anys al Conservatori de Barcelona, on completà la graduació amb una Menció d'Honor. Posteriorment va combinar els estudis de clàssica amb els de jazz i música moderna al Taller de Músics. Al mateix any que iniciava els estudis de Composició a l'Escola Superior de Música de Catalunya va obtenir una beca per entrar al Berklee College of Music de Boston, als Estats Units, on va cursar interpretació de piano, entre 2010 i 2014, perfeccionant els estils de jazz, soul, gospel i latin. Va obtenir dos anys seguits el premi Piano Performance Division Award i es va graduar Magna Cum Laude el 2014. En aquest període va tenir l'oportunitat de col·laborar amb músics molt destacats, actuar en sales de renom internacional i participar en enregistraments.
El 2014 es va instal·lar a Nova York per acabar de formar-se com a instrumentista, compositora i arranjadora. Allà va col·laborar amb diferents bandes de neo-soul, jazz i fusió, i va iniciar un projecte propi, el Meritxell Neddermann Trio. Posteriorment es va establir a Barcelona, on ha continuat component i tocant amb diferents projectes.
Amb la seva germana Judit van començar a tocar en alguns concerts amb el nom de Neddermann Sisters. Al novembre de 2019 van publicar juntes un disc de nadales, titulat Present, que inclou diverses nadales populars arranjades amb patrons musicals moderns, un tema propi sobre un poema de Salvador Espriu i una cançó tradicional veneçolana.
El 13 de març de 2020 va treure un disc en solitari titulat amb cançons en català i en anglès, en les quals expressa les seves emocions més fosques a la recerca de la pau interior i l'acceptació d'un mateix, tot alliberant-se dels sentiments incòmodes. El projecte consisteix en un disc doble, un en format breu i l'altre amb la versió ampliada de les cançons, que conté deu temes i dos interludis de piano.
Pel que fa al piano, les seves influències són la música clàssica i el gòspel i té una especial preferència per la música negra nord-americana. Pel que fa a la instrumentació, parteix sobretot de les músiques urbanes, com el footwork de Chicago.

## Discografia
- Present (Satélite K, 2019), amb Judit Neddermann.
- In the Backyard of the Castle (Halley Records, 2020)
- Restaurante En El Mar - Single (Halley Records, 2023)